# Cleidodiscus pricei
Cleidodiscus pricei är en plattmaskart. Cleidodiscus pricei ingår i släktet Cleidodiscus och familjen Dactylogyridae. Inga underarter finns listade i Catalogue of Life.